# Karl Wolff
Karl Friedrich Otto Wolff (1900. május 13. – 1984. július 15.) német katona volt, a Schutzstaffel magas rangú tagja, egyszerre viselve az SS-Obergruppenführer és a General der Waffen-SS rendfokozatokat. Heinrich Himmler mellett a személyi törzskarának vezetője lett és az Adolf Hitler mellé rendelt SS összekötőtiszt pozícióját is betöltötte 1943-ig. A második világháború végén az olaszországi SS erők főparancsnoka volt. Az amerikaiak ejtették fogságba, a nürnbergi perben nem fogták perbe. Egy nyugatnémet bíróság az SS-ben betöltött szerepe miatt 1948-ban  ötéves  szabadságvesztésre ítélte, ebből 7 hónapot ült le. 1962-ben Adolf Eichmann pere során bizonyítékok kerültek elő ellene a zsidók deportálásának megszervezését illetően, így 15 éves börtönbüntetésre ítélték, 7 év múltán azonban kiengedték rossz egészségi állapota miatt.